# Eishockey-Weltmeisterschaft 1962
Bei der 29. Eishockey-Weltmeisterschaft (gleichzeitig die 40. Eishockey-Europameisterschaft) im Jahre 1962 traf sich die Eishockey-Weltelite zum zweiten Mal innerhalb von drei Jahren in den USA. Nach dem olympischen Turnier im Jahre 1960 in Squaw Valley fand diese Weltmeisterschaft im Mittleren Westen in den Städten Colorado Springs und Denver vom 7. bis zum 18. März statt.
Die Begleitumstände des Turniers standen ganz im Zeichen des Kalten Krieges, der mit dem Mauerbau in Berlin ein halbes Jahr zuvor und der sich anbahnenden Kubakrise einem neuen Höhepunkt entgegensteuerte. Die Behörden des Gastgeberlandes verweigerten der Eishockeynationalmannschaft der DDR, die von den US-Amerikanern nach wie vor nicht als souveräner Staat anerkannt wurde, die Einreise. Aus Solidarität verzichteten daraufhin sämtliche qualifizierten Ostblock-Mannschaften auf die Turnierteilnahme. Es war der zweite große Boykott einer Eishockey-Weltmeisterschaft, nachdem die westlichen Staaten – aufgrund der Niederschlagung des Ungarn-Aufstandes – der Eishockey-Weltmeisterschaft 1957 in Moskau fernblieben. In der Schweiz war einige Wochen vor der Weltmeisterschaft der Nationaltrainer Reto Delnon wegen seiner Mitgliedschaft in der kommunistischen Partei der Arbeit entlassen worden.
Neben den wegen des Boykotts fehlenden Mannschaften verzichteten einige westeuropäische Teams aufgrund der hohen Reisekosten auf eine Teilnahme. Diese Absagen konnten nur zum Teil durch die Meldung der Australier und Japaner ausgeglichen werden. So lag die Teilnehmerzahl bei nur 14 Mannschaften. Infolgedessen wurde bei dieser WM nur in zwei Gruppen gespielt, der A-Gruppe (mit acht Mannschaften) und der B-Gruppe (mit sechs Mannschaften).
Zwei der durch das Fernbleiben der UdSSR, der Tschechoslowakei und der DDR in der A-Gruppe frei gewordenen Plätze wurden durch die beiden Erstplatzierten der vorjährigen B-WM, Norwegen und Großbritannien, eingenommen. Der dritte Teilnehmer wurde in einem Qualifikationsspiel zwischen der Schweiz (Dritter der B-WM 1961) und Österreich (Sechster der B-WM 1961, Polen boykottierte, Italien nahm nicht teil) ausgespielt.
Wie schon 1957 konnte Schweden von der teilweisen Abwesenheit der Konkurrenz profitieren und seinen mittlerweile dritten WM- und neunten EM-Titel feiern. Die favorisierten Kanadier und das Team der USA mussten sich mit dem Silber- bzw. Bronzerang zufriedengeben.

## Qualifikation zur A-Weltmeisterschaft
Ursprünglich hätte auch die bundesdeutsche Mannschaft in einem Ausscheidungsspiel gegen Norwegen antreten müssen, um in der A-Gruppe teilzunehmen. Dieses wurde nach der Blockade obsolet.
| 7. März 1962 | Colorado Springs | Schweiz | – | Österreich | 9:4 (4:0,2:2,3:2) |

| Qualifiziert für die A-Gruppe: | Schweiz    |
| Qualifiziert für die B-Gruppe: | Österreich |

## A-Weltmeisterschaft

### Spiele
| 8. März 1962  | Colorado Springs | Schweiz        | – | Großbritannien | 6:3 (1:2,1:0,4:1)  |
| 8. März 1962  | Colorado Springs | USA            | – | Norwegen       | 14:2 (0:0,8:1,6:1) |
| 8. März 1962  | Denver           | Kanada         | – | Finnland       | 8:1 (3:0,4:1,1:0)  |
|               |                  |                |   |                |                    |
| 9. März 1962  | Colorado Springs | Finnland       | – | Großbritannien | 5:7 (2:1,2:2,1:4)  |
| 9. März 1962  | Denver           | Schweden       | – | Schweiz        | 17:2 (7:0,4:0,6:2) |
| 9. März 1962  | Denver           | BR Deutschland | – | Norwegen       | 4:6 (1:4,3:0,0:2)  |
|               |                  |                |   |                |                    |
| 10. März 1962 | Colorado Springs | USA            | – | Schweden       | 1:2 (0:1,1:0,0:1)  |
| 10. März 1962 | Denver           | Kanada         | – | BR Deutschland | 8:0 (5:0,3:0,0:0)  |
|               |                  |                |   |                |                    |
| 11. März 1962 | Colorado Springs | Kanada         | – | Schweiz        | 7:2 (2:1,2:1,3:0)  |
| 11. März 1962 | Denver           | Norwegen       | – | Großbritannien | 12:2 (0:0,7:2,5:0) |
| 11. März 1962 | Denver           | USA            | – | Finnland       | 6:3 (2:2,1:1,3:0)  |
|               |                  |                |   |                |                    |
| 12. März 1962 | Colorado Springs | Norwegen       | – | Schweiz        | 7:5 (3:0,3:3,1:2)  |
| 12. März 1962 | Colorado Springs | BR Deutschland | – | Großbritannien | 9:0 (3:0,3:0,3:0)  |
| 12. März 1962 | Denver           | Schweden       | – | Finnland       | 12:2 (4:1,4:0,4:1) |
|               |                  |                |   |                |                    |
| 13. März 1962 | Colorado Springs | Kanada         | – | Schweden       | 3:5 (0:2,1:2,2:1)  |
| 13. März 1962 | Denver           | USA            | – | BR Deutschland | 8:4 (3:2,4:1,1:1)  |
|               |                  |                |   |                |                    |
| 14. März 1962 | Colorado Springs | Finnland       | – | Schweiz        | 7:4 (1:0,1:1,5:3)  |
| 14. März 1962 | Colorado Springs | USA            | – | Großbritannien | 12:5 (5:2,4:1,3:2) |
| 14. März 1962 | Denver           | Kanada         | – | Norwegen       | 14:1 (4:0,5:1,5:0) |
|               |                  |                |   |                |                    |
| 15. März 1962 | Colorado Springs | Finnland       | – | BR Deutschland | 9:3 (1:1,6:2,2:0)  |
| 15. März 1962 | Denver           | Schweden       | – | Großbritannien | 17:0 (6:0,8:0,3:0) |
|               |                  |                |   |                |                    |
| 16. März 1962 | Colorado Springs | Schweden       | – | Norwegen       | 10:2 (5:0,1:2,4:0) |
| 16. März 1962 | Denver           | USA            | – | Schweiz        | 12:1 (6:1,4:0,2:0) |
|               |                  |                |   |                |                    |
| 17. März 1962 | Colorado Springs | Finnland       | – | Norwegen       | 5:2 (1:1,1:1,3:0)  |
| 17. März 1962 | Colorado Springs | Kanada         | – | Großbritannien | 12:2 (4:0,2:1,6:1) |
| 17. März 1962 | Denver           | Schweden       | – | BR Deutschland | 4:0 (2:0,2:0,0:0)  |
|               |                  |                |   |                |                    |
| 18. März 1962 | Colorado Springs | USA            | – | Kanada         | 1:6 (1:2,0:2,0:2)  |
| 18. März 1962 | Denver           | BR Deutschland | – | Schweiz        | 7:1 (3:0,4:0,0:1)  |

### Abschlusstabelle der A-WM
| Pl. |                | Sp | S | U | N | Tore  | Diff | Punkte |
| 1.  | Schweden       | 7  | 7 | 0 | 0 | 67:10 | +57  | 14:0   |
| 2.  | Kanada         | 7  | 6 | 0 | 1 | 58:12 | +46  | 12:02  |
| 3.  | USA            | 7  | 5 | 0 | 2 | 54:23 | +31  | 10:04  |
| 4.  | Finnland       | 7  | 3 | 0 | 4 | 32:42 | −10  | 06:08  |
| 5.  | Norwegen       | 7  | 3 | 0 | 4 | 32:54 | −22  | 06:08  |
| 6.  | BR Deutschland | 7  | 2 | 0 | 5 | 27:36 | −9   | 04:10  |
| 7.  | Schweiz        | 7  | 1 | 0 | 6 | 21:60 | −39  | 02:12  |
| 8.  | Großbritannien | 7  | 1 | 0 | 6 | 19:73 | −54  | 02:12  |

### Mannschaftskader
| Platzierung    | Mannschaft     | Spieler |
| -------------- | -------------- | --- |
| Goldmedaille   | Schweden       | Lennart Häggroth, Kjell Svensson; Gert Blomé, Nils Johansson, Bertil Karlsson, Bert-Ola Nordlander, Roland Stoltz; Anders Andersson, Leif Andersson, Per-Olov Härdin, Sven Johansson, Lars-Eric Lundvall, Eilert Määttä, Nils Nilsson, Ronald Pettersson, Ulf Sterner, Uno Öhrlund Trainer: Arne Strömberg, Assistent und Generalmanager: Pelle Bergstrom |
| Silbermedaille | Kanada         | Galt Terriers: Harold Hurley, John Sofiak – John Douglas, Harry Smith, Ted Maki, Bill Mitchell, Bob „Kenneth“ Robertson – Bobby Brown, Joe Hogan, Bob Mader, John Malo, Floyd Martin, Bob McKnight, Jack McLeod, Donald Rope, Tod Sloan, Bill Wylie Trainer: Lloyd Roubell                                                                                |
| Bronzemedaille | USA            | Mike Larson, Jim Logue – John Mayasich, Tom Martin, Gordon Tottle, Brian McKay, Bill Christian , Roger Christian, Ken Johansson, Paul Coppo, John Poole, Dick Roberge, Don Hall, Reginald Meserve, Bill Daley, Oscar Mahle, Herb Brooks Trainer: John Pleban                                                                                              |
| 4. Platz       | Finnland       | Juhani Lahtinen, Risto Kaitala – Kalevi Numminen, Jarmo Wasama, Jorma Suokko, Matti Lampainen – Heino Pulli, Seppo Nikkilä, Mauno Nurmi, Teppo Rastio, Jouni Seistamo, Matti Keinonen, Rauno Lehtiö, Juhani Wahlsten, Pertti Nieminen, Pentti Hyytiäinen, Kari Aro Trainer: Joe Wirkkunen                                                                 |
| 5. Platz       | Norwegen       | Knut Nygaard, Oystein Mellerud – Roar Bakke, Trygve Bergeid, Olav Dalsøren, Trond Ekmo, Björn Elvenes, Thor Gundersen, Svein Norman Hansen, Terje Hellerud, Einar Bruno Larsen, Per Moe, Per Skjerwen Olsen, Christian Petersen, Henrik Petersen, Georg Smefjell, Jan Erik Hansen Trainer: Johan Narvestad                                                |
| 6. Platz       | BR Deutschland | Harry Lindner, Wilhelm Edelmann – Hans Rampf, Leonhard Waitl, Otto Schneitberger, Walter Riedl, Heinz Bader, Georg Eberl, Josef Reif, Siegfried Schubert, Ernst Köpf, Manfred Gmeiner, Rudolf Pittrich, Dieter Lang, Ernst Trautwein, Paul Ambros, Helmut Zanghellini Trainer: Victor Heyliger                                                            |
| 7. Platz       | Schweiz        | René Kiener, Werner Bassani – Kurt Peter, Elwin Friedrich, Bruno Gerber, Kurt Nobs, Res Künzi, Roland Bernasconi, Roger Chappot, Fritz Naef, Herald Truffer, Gian Bazzi, Oskar Jenni, Pio Parolini, Gerhard Diethelm, Peter Stammbach, Jürg Zimmermann Trainer: Beat Rüedi                                                                                |
| 8. Platz       | Großbritannien | Ray Patridge, Derek Metcalfe – Roy Shepherd, Gerald Devereaux, Joe Brown, John Cook, John Milne, Billy Brennan, Tom Imrie, Ian Forbes, Terry Matthews, Sam McDonald, Rupert Fresher, Bert Smith, Dave Lammin, Harry Pearson, Tony Whitehead Trainer: John Murray                                                                                          |

### Abschlussplatzierung der EM
| RF | Team           |
| -- | -------------- |
| 1  | Schweden       |
| 2  | Finnland       |
| 3  | Norwegen       |
| 4  | BR Deutschland |
| 5  | Schweiz        |
| 6  | Großbritannien |

Eishockey-Europameister 1962

Schweden

### Auf- und Absteiger
| Auf- und Abstiegsregelung: | aufgrund der Beendigung des Boykotts neue Gruppeneinteilung für die WM 1963 am grünen Tisch anhand der Ergebnisse der WM 1961 |

## B-Weltmeisterschaft

### Spiele
| 8. März 1962  | Denver           | Niederlande | – | Australien  | 6:4 (4:1,1:1,1:2)  |
|               |                  |             |   |             |                    |
| 9. März 1962  | Colorado Springs | Japan       | – | Frankreich  | 10:8 (4:3,2:4,4:1) |
|               |                  |             |   |             |                    |
| 10. März 1962 | Colorado Springs | Österreich  | – | Australien  | 17:0 (4:0,8:0,5:0) |
| 10. März 1962 | Denver           | Niederlande | – | Dänemark    | 9:4 (4:1,3:1,2:2)  |
|               |                  |             |   |             |                    |
| 11. März 1962 | Colorado Springs | Frankreich  | – | Dänemark    | 7:2 (4:0,1:0,2:2)  |
|               |                  |             |   |             |                    |
| 12. März 1962 | Denver           | Japan       | – | Australien  | 13:2 (3:1,7:1,3:0) |
|               |                  |             |   |             |                    |
| 13. März 1962 | Colorado Springs | Frankreich  | – | Australien  | 13:1 (6:0,5:0,2:1) |
| 13. März 1962 | Denver           | Österreich  | – | Niederlande | 12:1 (6:0,3:1,3:0) |
|               |                  |             |   |             |                    |
| 14. März 1962 | Denver           | Japan       | – | Österreich  | 7:3 (0:0,5:2,2:1)  |
|               |                  |             |   |             |                    |
| 15. März 1962 | Colorado Springs | Frankreich  | – | Niederlande | 6:2 (1:0,1:1,4:1)  |
| 15. März 1962 | Denver           | Australien  | – | Dänemark    | 6:2 (2:2,4:0,0:0)  |
|               |                  |             |   |             |                    |
| 16. März 1962 | Colorado Springs | Japan       | – | Niederlande | 20:2 (7:1,4:0,9:1) |
| 16. März 1962 | Denver           | Österreich  | – | Frankreich  | 10:1 (0:0,6:0,4:1) |
|               |                  |             |   |             |                    |
| 17. März 1962 | Denver           | Japan       | – | Dänemark    | 13:1 (6:0,4:0,3:1) |
|               |                  |             |   |             |                    |
| 18. März 1962 | Denver           | Österreich  | – | Dänemark    | 7:0 (3:0,2:0,2:0)  |

### Abschlusstabelle der B-WM
| Pl. |             | Sp | S | U | N | Tore  | Diff | Punkte |
| 1.  | Japan       | 5  | 5 | 0 | 0 | 63:16 | +47  | 10: 0  |
| 2.  | Österreich  | 5  | 4 | 0 | 1 | 49: 9 | +40  | 8: 2   |
| 3.  | Frankreich  | 5  | 3 | 0 | 2 | 35:25 | +10  | 6: 4   |
| 4.  | Niederlande | 5  | 2 | 0 | 3 | 20:46 | −26  | 4: 6   |
| 5.  | Australien  | 5  | 1 | 0 | 4 | 13:51 | −38  | 2: 8   |
| 6.  | Dänemark    | 5  | 0 | 0 | 5 | 9:42  | −33  | 0:10   |

### Auf- und Abstieg
| B-Weltmeister 1962: | Japan |

Aufgrund der Beendigung des Boykotts durch die osteuropäischen Nationen gab es eine neue Gruppeneinteilung für die WM 1963 anhand der Ergebnisse des Turniers 1961.